# Dunkelblauer Laufkäfer

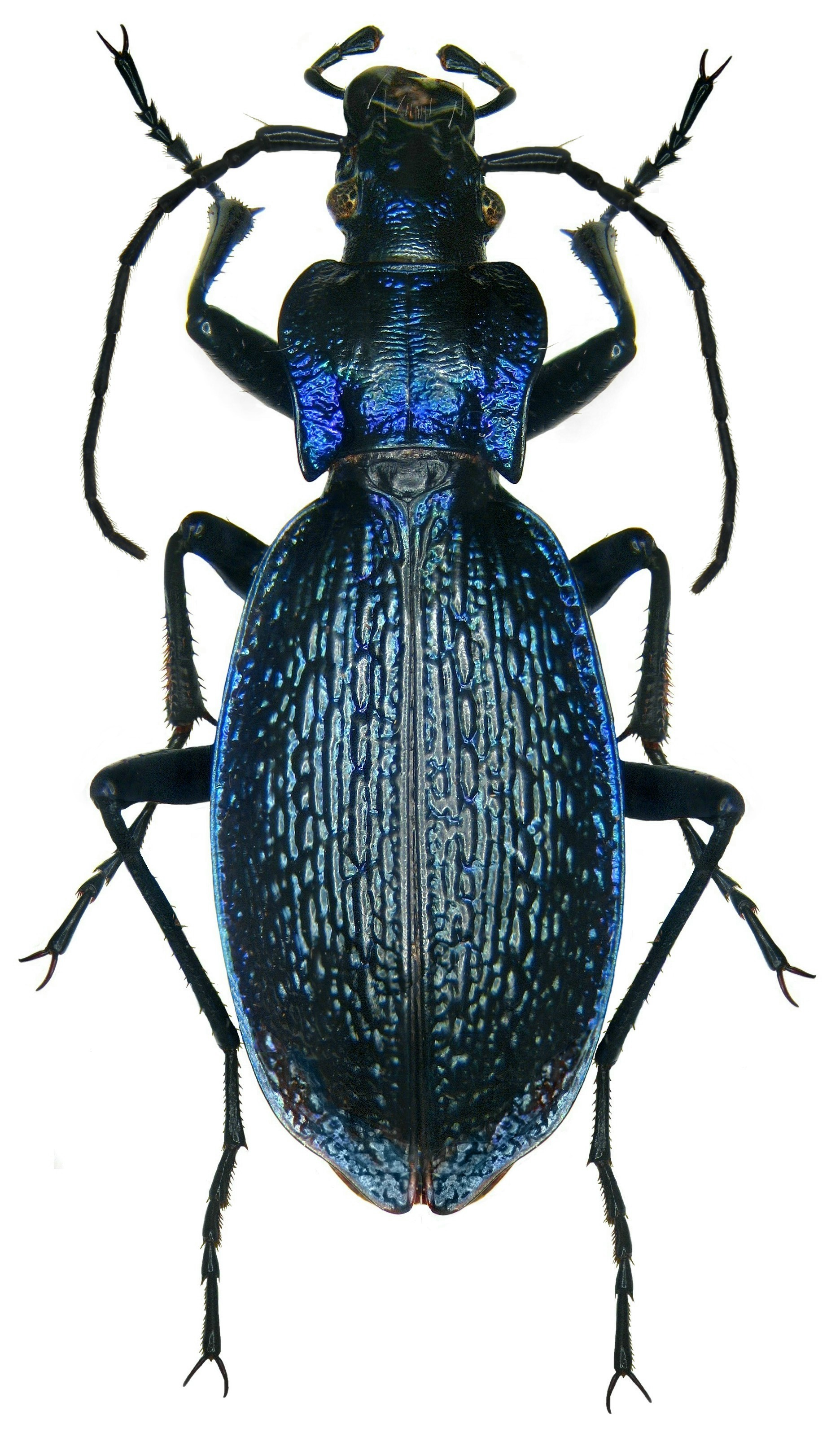
Dunkelblauer Laufkäfer, Weibchen

Der Dunkelblaue Laufkäfer (Carabus intricatus) ist eine Art aus der Gattung der Echten Laufkäfer (Carabus).

## Merkmale
Der Dunkelblaue Laufkäfer erreicht eine Körperlänge von 24 bis 36 Millimetern und gehört damit zu den großen Käferarten Europas. Sein Körper, insbesondere die Flügeldecken (Elytren) und der Halsschild sind leuchtend blau gefärbt, im Vergleich zu anderen Arten der Gattung ist der Halsschild sehr schmal. Die Elytren sind zur Spitze hin verbreitert und liegen relativ flach auf, gezeichnet sind sie mit drei Kettenreihen, zwischen denen sie unregelmäßig gerunzelt sind. Die Kiefertaster sind groß, das letzte Glied auffällig verbreitert.

## Verbreitung
Der Käfer ist über große Gebiete Europas von Südschweden und Südengland über weite Teile Mitteleuropas bis in das Mittelmeergebiet und Südosteuropa verbreitet. Dabei bevorzugt er mittlere Höhenlagen bis etwa 1.500 m NN, im Tiefland ist er dagegen selten. In Deutschland ist er nur südlich der Mainlinie häufiger anzutreffen, in den nördlicheren Gebieten dagegen selten.

## Lebensweise
Der Dunkelblaue Laufkäfer ist vor allem in warmen Gebieten zu finden, er wird als thermophil eingestuft. Sein Lebensraum befindet sich in Wäldern mittlerer Höhenlagen, besonders in ausgedehnten Buchenwäldern. Daneben besiedelt er auch Kiefern- und Fichtenwälder. Man findet die Art hier in Totholzstubben oder unter lockerer Rinde und baumbewachsenden Moosen.
Wie die meisten großen Laufkäfer ist der Dunkelblaue Laufkäfer ein tagaktiver Räuber, der sich vor allem von anderen Insekten und deren Larven ernährt. Er nimmt zudem Baumsäfte oder Fallobst auf und findet sich an Pilzen. Er ist nicht flugfähig und daher sehr standorttreu. Die Überwinterung erfolgt als Imago, an geeigneten Überwinterungsplätzen auch gesellig.

## Bedrohung und Schutz
Die Bestände des Dunkelblauen Laufkäfers sind vor allem im Flachland Mitteleuropas, in Schweden und England rückläufig. Der Gefährdungsgrad ist dabei in weiten Teilen des Verbreitungsgebietes unbekannt. Sein Rückgang ist vor allem auf den parallelen Rückgang totholzreicher Wälder zurückzuführen, in denen er lebt. In der Rote Liste gefährdeter Tierarten ist er seit 1986 als „gefährdet“ eingestuft.